# Кабаево (озеро)
Кабаево — озеро в Тавдинском городском округе Свердловской области, Россия.

## Географическое положение
Озеро Кабаево расположено в муниципальном образовании «Тавдинский городской округ» Свердловской области, в 5 километрах к северу от села Тагильцы, в южной части болота Индра. Озеро площадью 0,6 км² с уровнем воды 57,4 метра.

## Описание
Озеро не имеет поверхностного стока. Берега местами заболочены. В окрестностях озера расположены леса. В озере водятся карась, линь, гольян, верховка и гнездится водоплавающая птица.